# Wildenthal (Eschau)
Wildenthal ist ein Gemeindeteil des Marktes Eschau im unterfränkischen Landkreis Miltenberg in Bayern.

## Geographie
Das Forsthaus Wildenthal liegt im Spessart im Wildensteiner Forst am oberen Talende des Kriegsgrunds, zwischen Wildensee und Wildenstein, direkt an der Grenze zum Landkreis Aschaffenburg. Nordwestlich befindet sich der Weiler Oberwintersbach, nordöstlich liegt Oberkrausenbach.